# Nohuayún
Nohuayún es una población del estado de Yucatán, México, localizada en el municipio de Tetiz, ubicada en la parte nor-oeste de dicho estado peninsular. 

## Toponimia
El nombre (Nohuayún) en idioma maya significa gran guayo (Melicoccus bijugatus).

## Demografía
Según el censo de 2005 realizado por el INEGI, la población de la localidad era de 2397 habitantes, de los cuales 1491 eran hombres y 1446 eran mujeres.
| 227                         | 312 | 181 | 165 | 182 | 145 | 221 | 288 | 401 | 488 | 564 | 619 | 712 |
| (Fuente: INEGI [Consultar]) |     |     |     |     |     |     |     |     |     |     |     |     |

## Galería

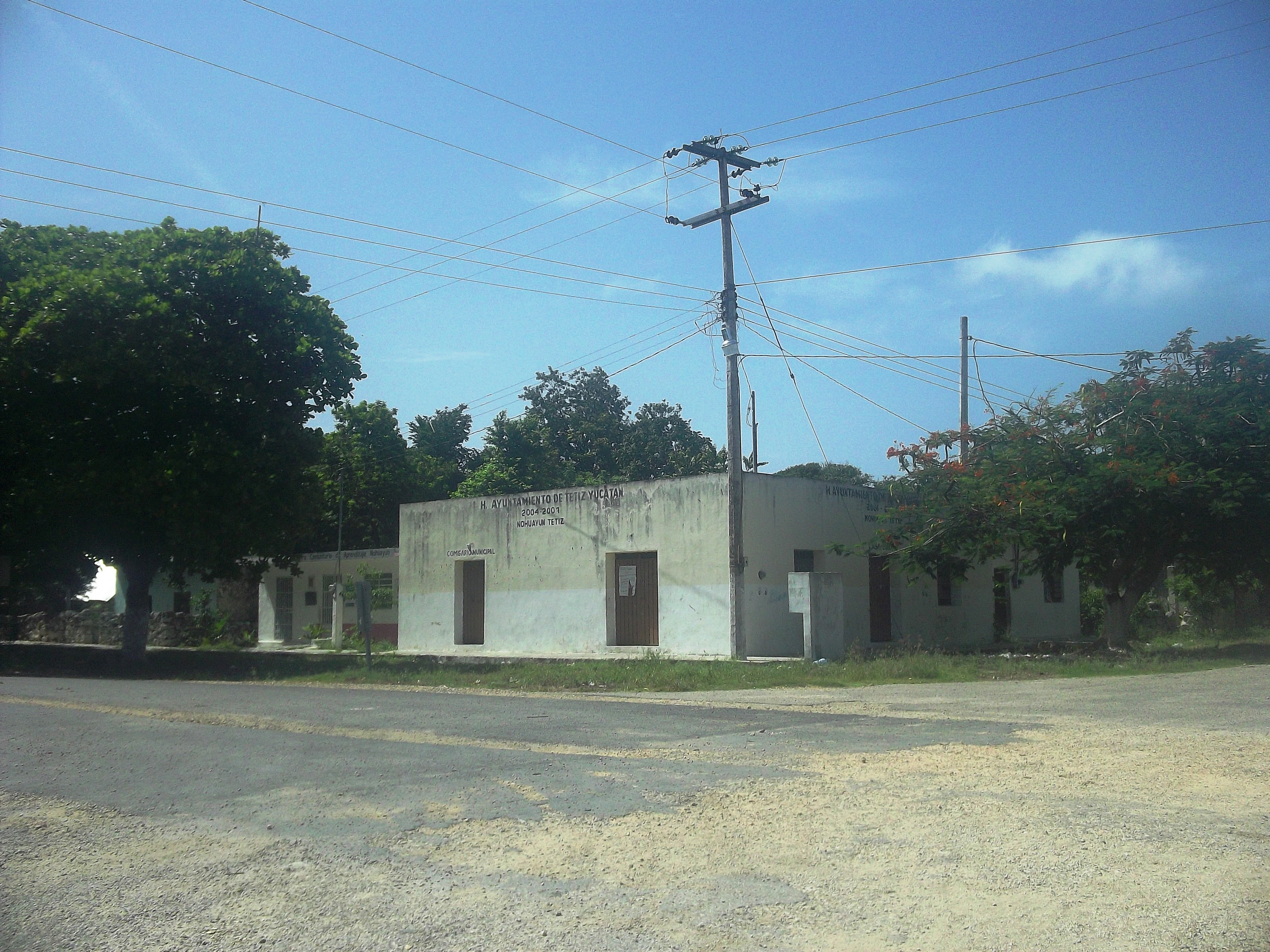
Casa comisarial de Nohuayún.
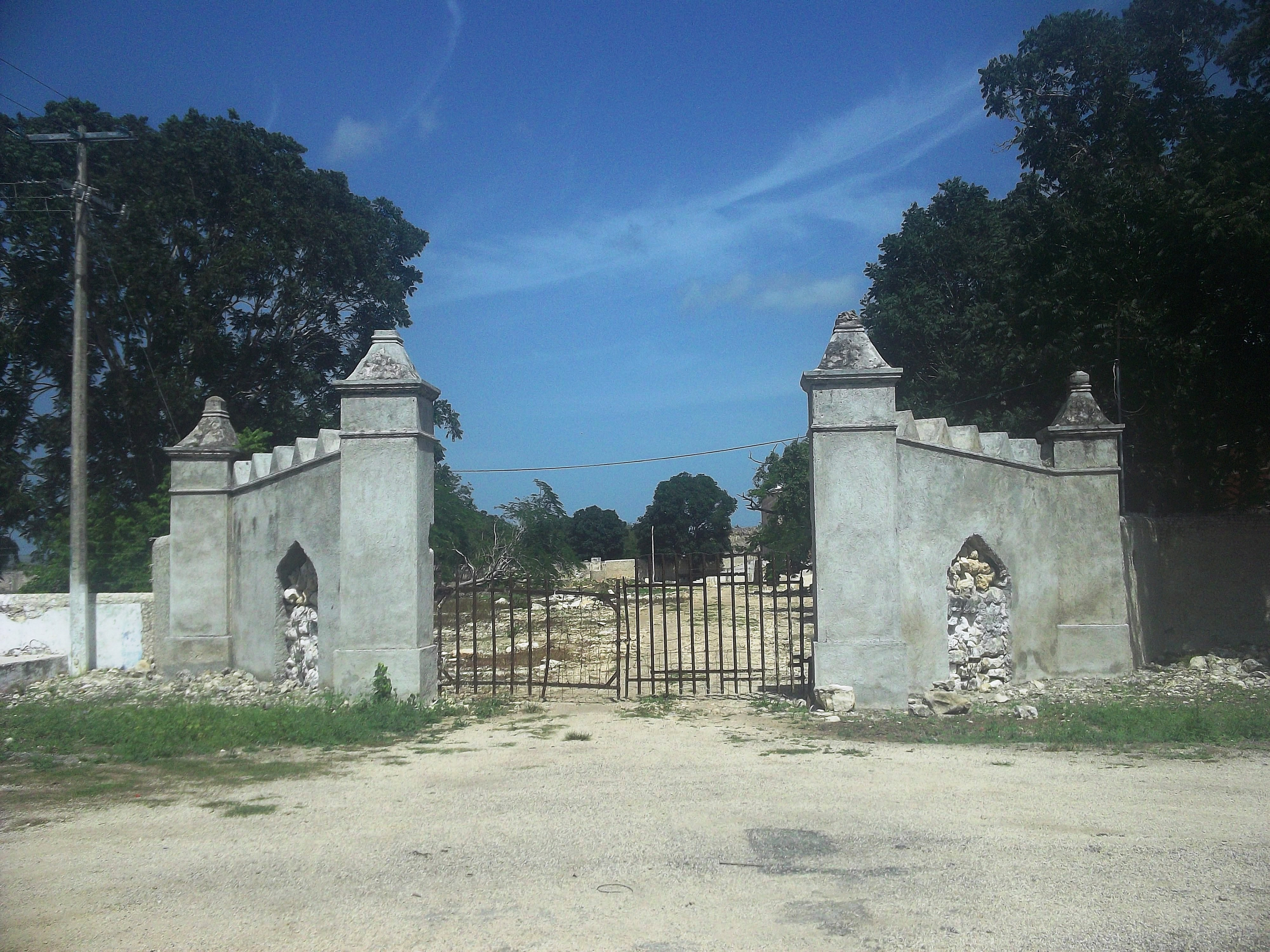
Vista de la hacienda de Nohuayún.
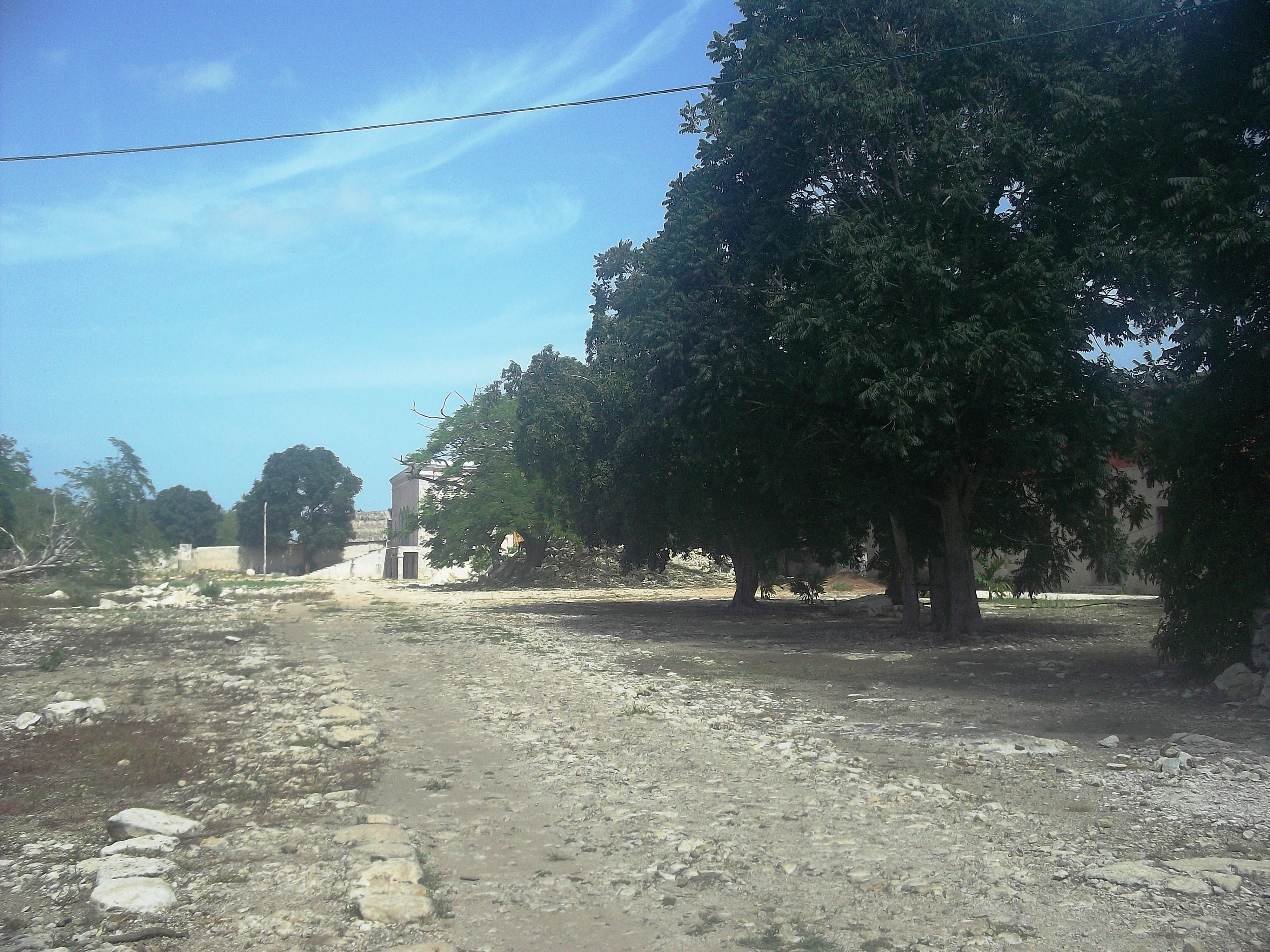
Vista de la hacienda de Nohuayún.
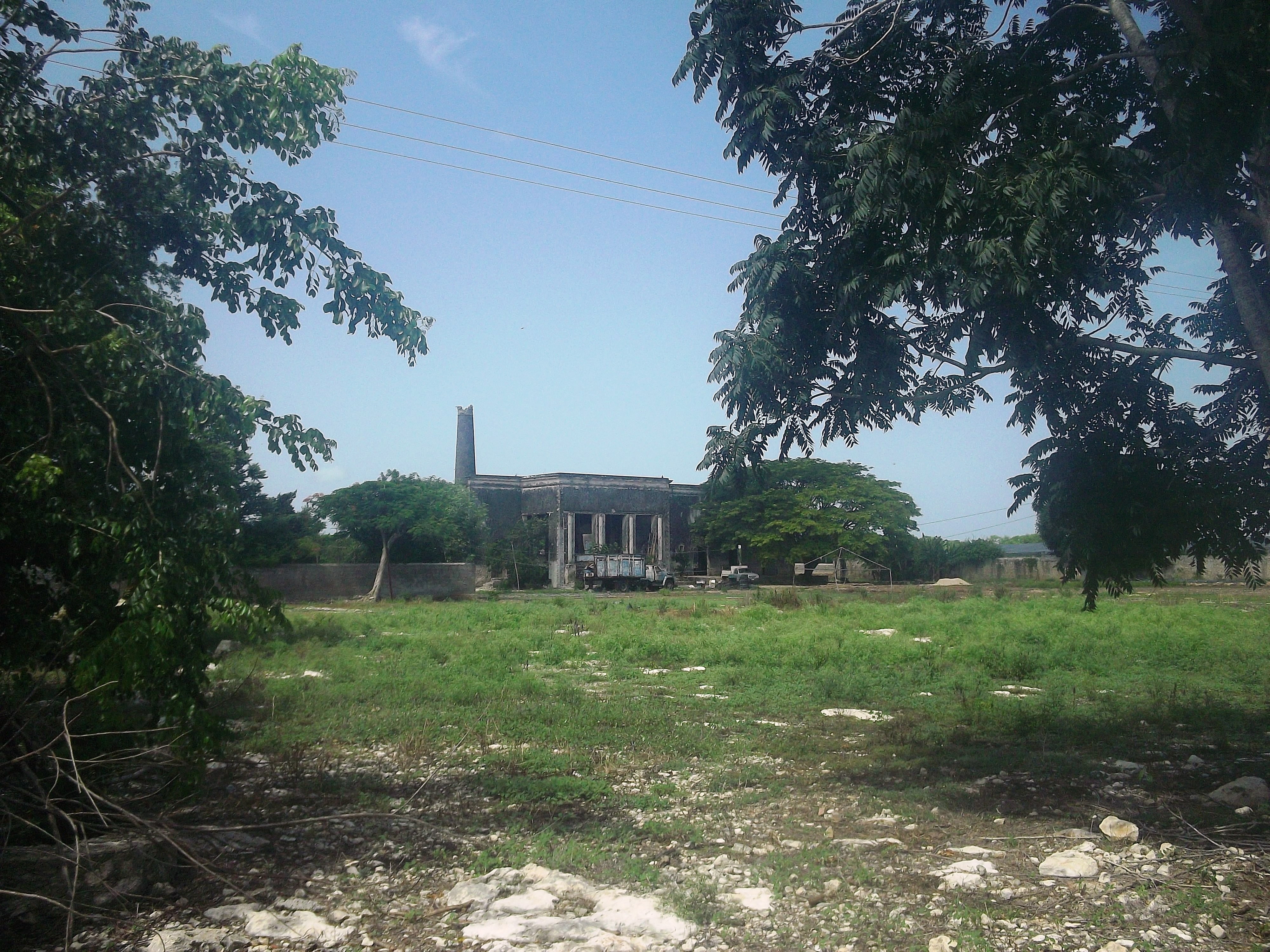
Vista de la hacienda de Nohuayún.
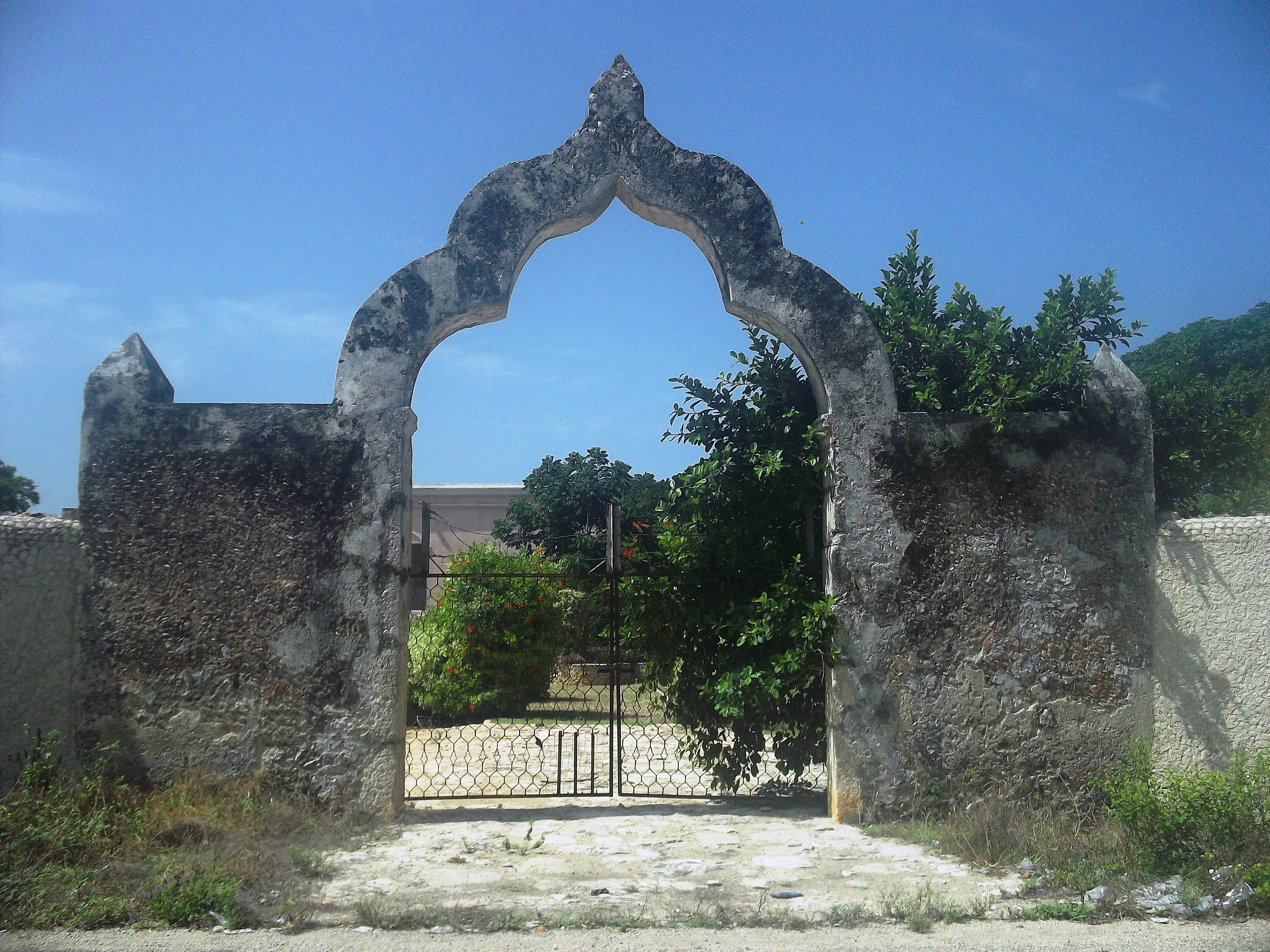
Vista de la hacienda de Nohuayún.
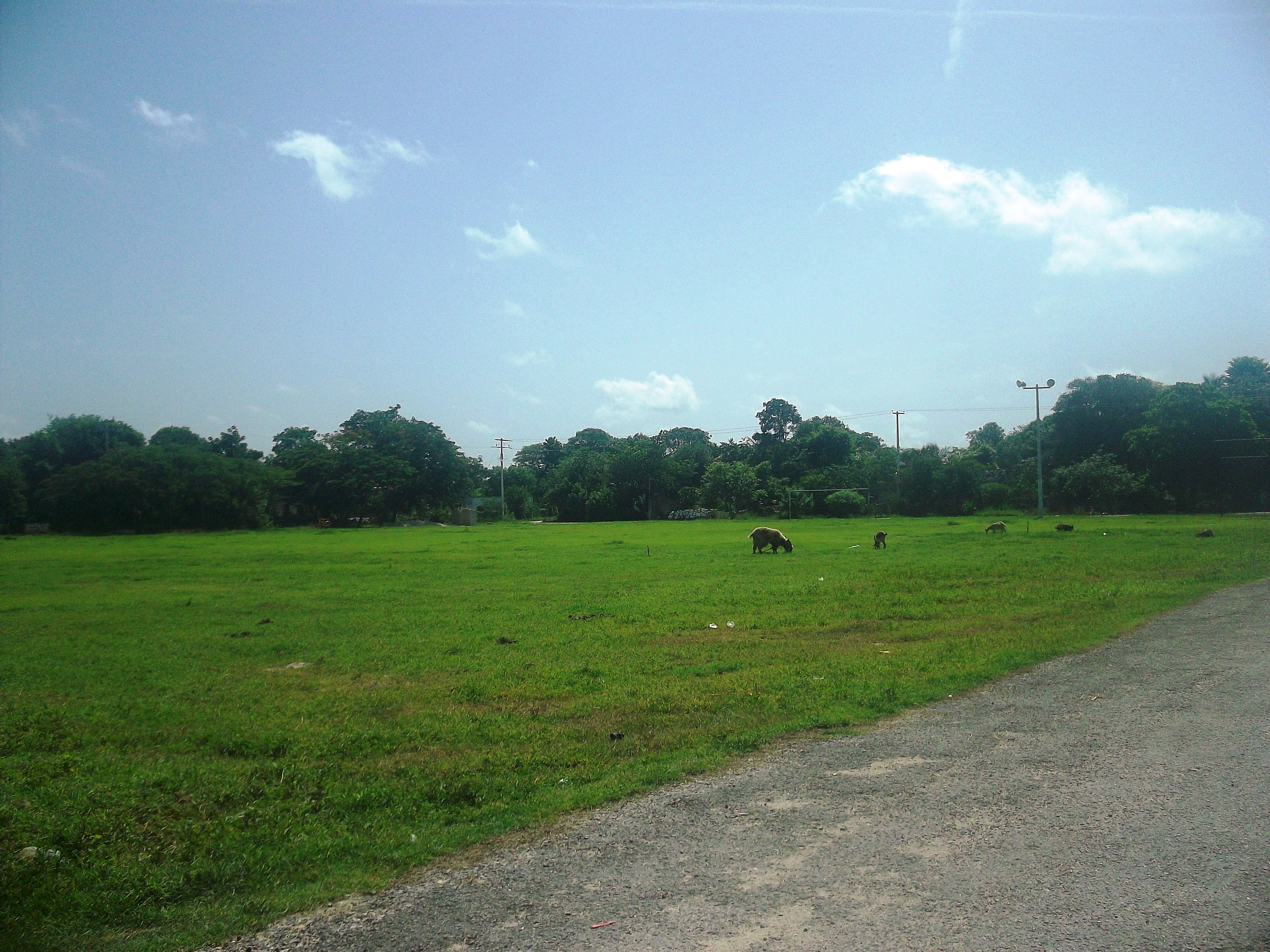
Vista de la hacienda de Nohuayún.
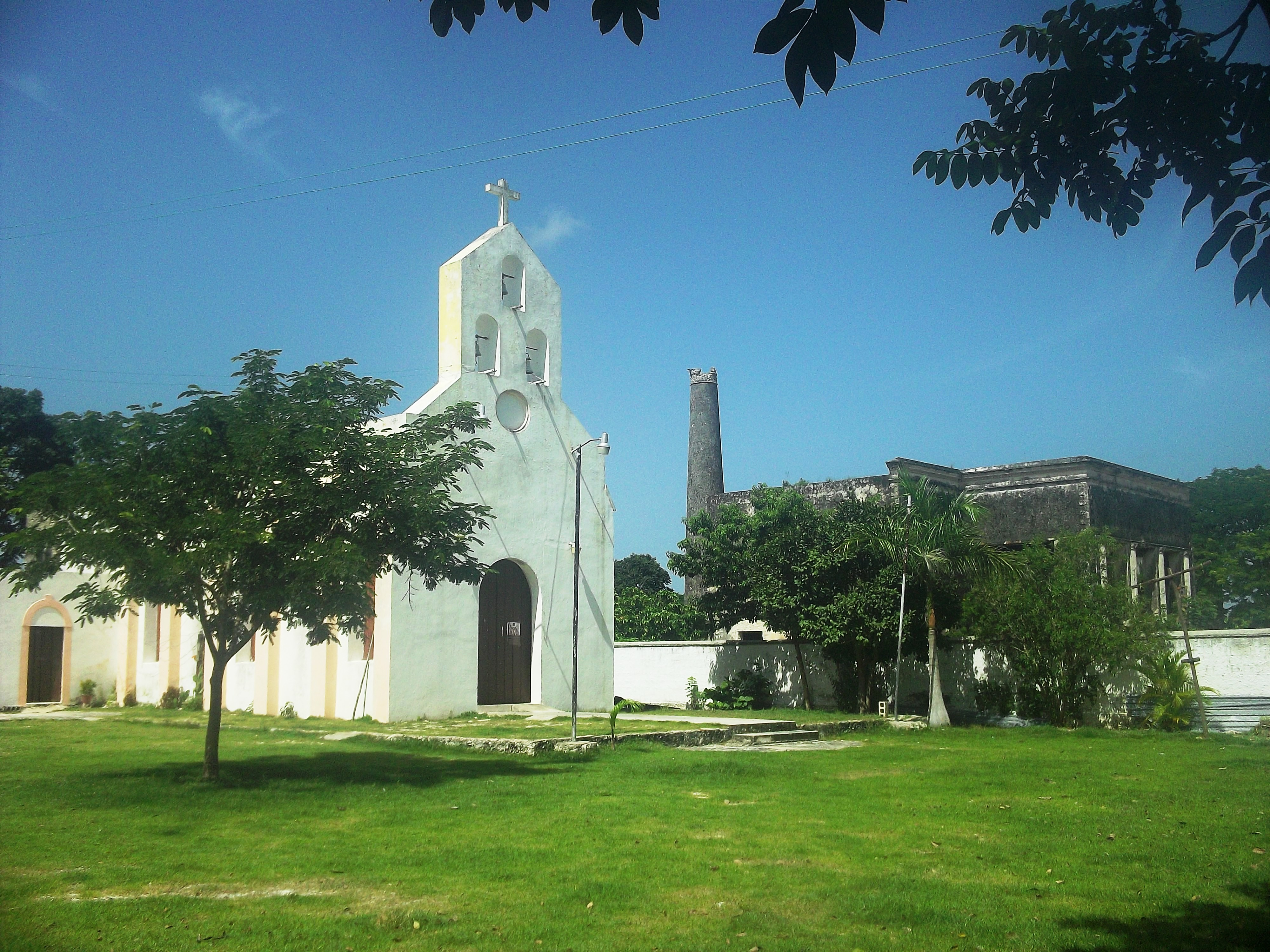
Iglesia de Nohuayún.
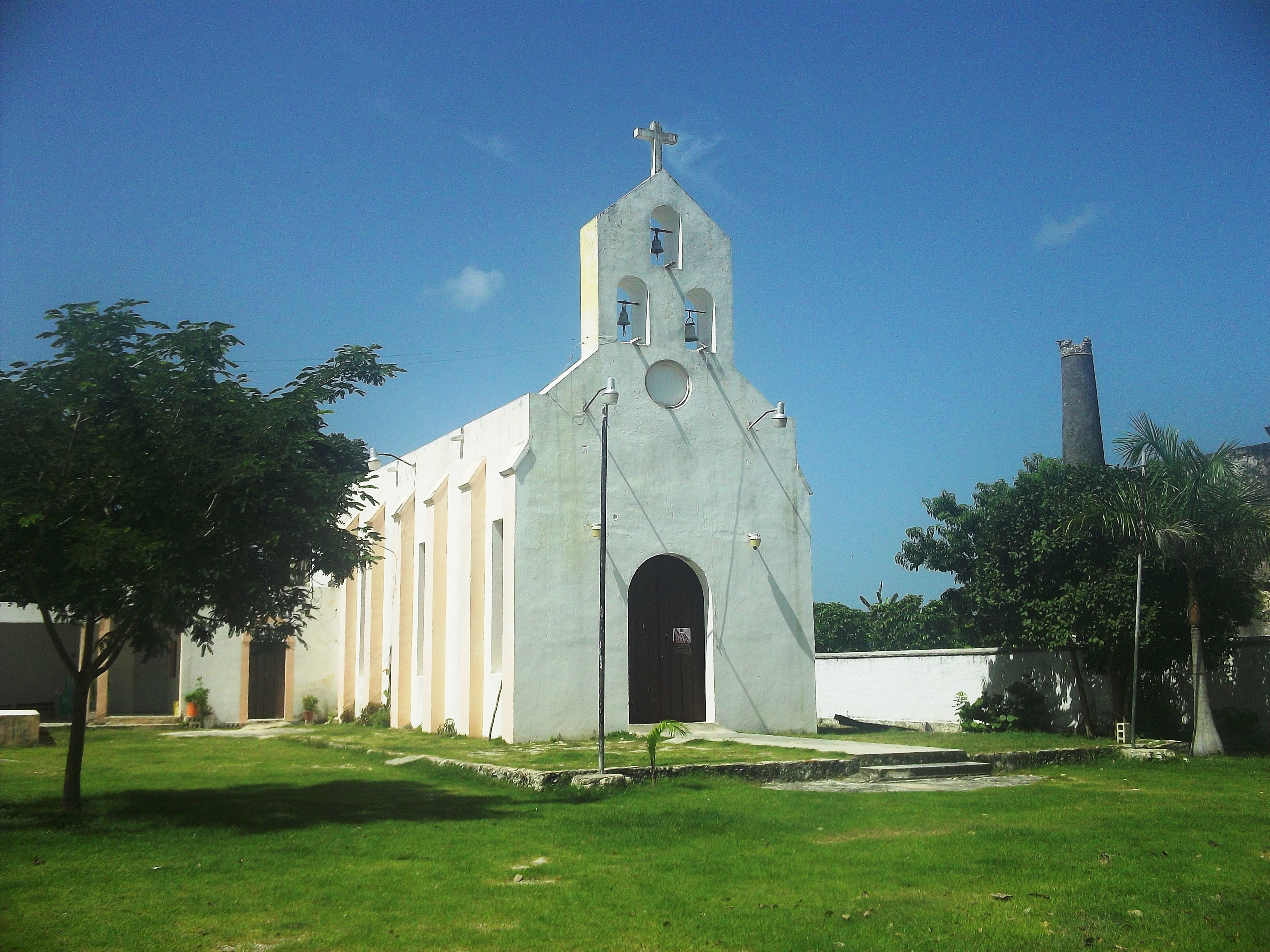
Iglesia de Nohuayún.
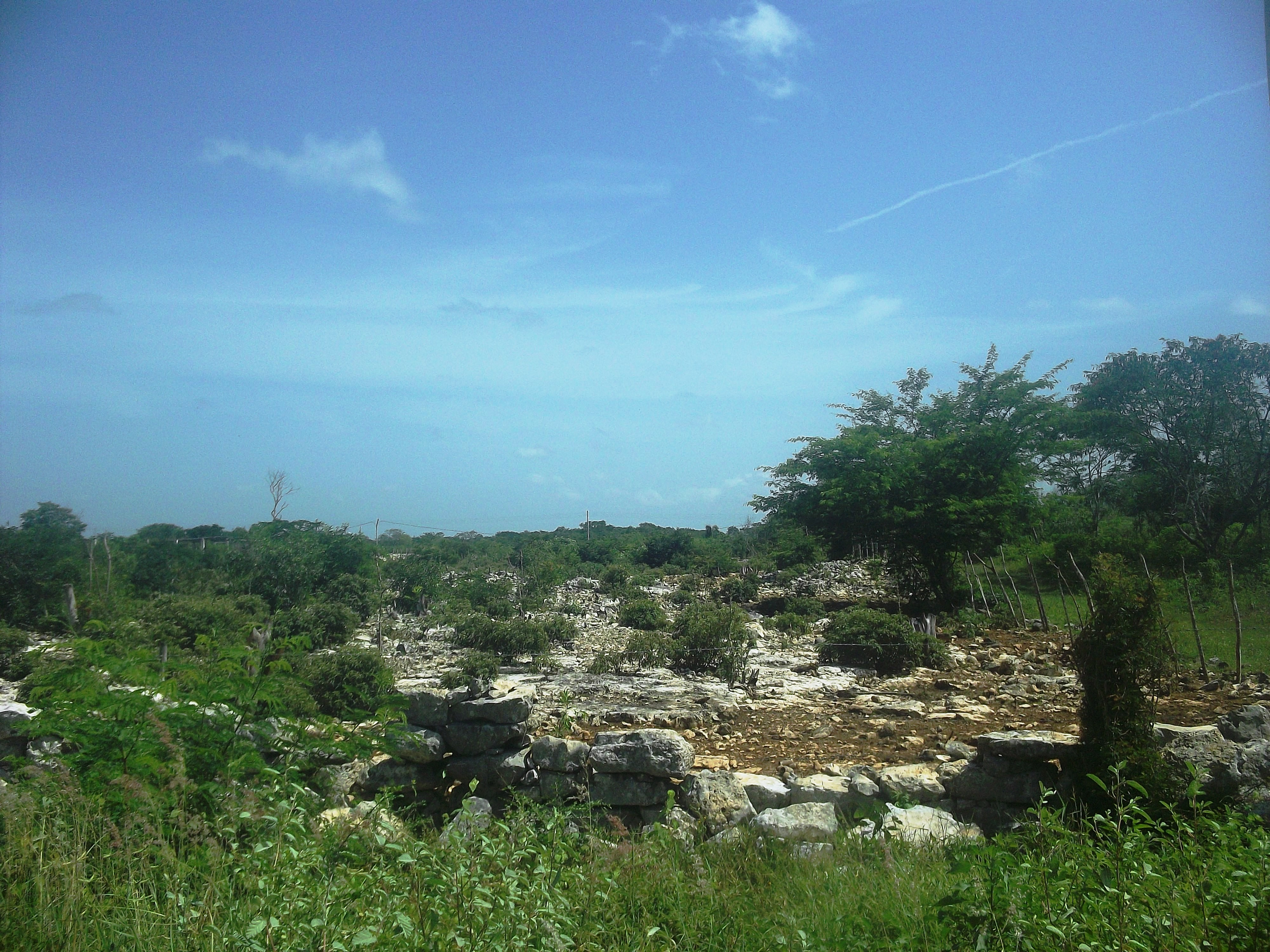
Campo cercanos a Nohuayún.